# Leptostomum novo-guinense
Leptostomum novo-guinense là một loài rêu trong họ Bryaceae. Loài này được Nog. mô tả khoa học đầu tiên năm 1953.
Danh pháp loài này chưa ổn định 